# Пучок прав собственности
Пучок прав (англ. bundle of rights, также англ. bundle of sticks) — подход в аналитической юриспруденции и метафора, демонстрирующая сложность права собственности. Модель часто применяется в педагогических целях: преподаватели трактуют право собственности как набор элементарных прав. Их реализация затрагивает интересы тех или иных стейкхолдеров.
Пучок — наглядная модель того, как объект собственности может одновременно принадлежать нескольким лицам. Термин известен с конца XIX века. До того собственность трактовалась как безраздельная власть над вещью, юридически недоступная для внешних посягательств. Концепция пучка прав — это разложение права собственности на элементарные дозволения и запреты в отношении объекта собственности.
Идеология пучка не является универсальной; не каждое право можно однозначно разложить на элементарные компоненты. Земельная собственность — сложный объект, не сводящийся к совокупности элементов пучка.

## Адам Оноре
Автором термина «пучок прав собственности» является Адам Оноре, родившийся в первой половине двадцатого века в небогатой семье. Он проживал в маленьком городе Белфаст который расположен в провинции Северной Ирландии. Когда мальчик немного подрос, семья приняла решение переехать поближе к центру страны. Детские годы Адама прошли под влиянием родителей, он принимает решение связать свою жизнь с изучением юриспруденции, поступая в University of Cambridge.